# جزر و مد شگفت‌انگیز
جزر و مد شگفت‌انگیز (به انگلیسی: The Incredible Tide) یک رمان علمی–تخیلی پسارستاخیزی برای بزرگسالان جوان است که توسط الکساندر کی نوشته شده و در سال ۱۹۷۰ منتشر شد. در سال ۱۹۷۸ هایائو میازاکی مجموعه ای ۲۶ قسمتی را با نام پسر آینده کانن کارگردانی کرد که بر اساس رمان جزر و مد شگفت‌انگیز ساخته شده‌است.

## نمای کلی
مدّ شگفت‌انگیز داستان پسری به نام «کانن» را روایت می‌کند که تنها در جزیره‌ای کوچک زندگی می‌کند؛ جزیره‌ای که بر جای‌مانده از زمین ویران‌شده در اثر جنگ جهانی سوم است. محور زمین از جای خود خارج شده و بیشتر قاره‌ها در دریا فرو رفته‌اند؛ تنها جزایری پراکنده باقی مانده‌اند. کانن نجات می‌یابد اما درمی‌یابد که جامعهٔ جدید بسیار متفاوت از دنیایی است که پیش‌تر می‌شناخت.

## پیش‌زمینه

### جهان غرب
کانن، لانا و معلم، از بازماندگان سرزمینی به‌نام «غرب» یا «جهان غربی» هستند؛ سرزمینی که در پی ویرانی عظیم ناشی از جنگ، دیگر وجود ندارد. از غرب به‌عنوان مکانی عمدتاً صلح‌آمیز یاد شده است.

### اتحادیه صلح
اگرچه دلایل آغاز جنگ مشخص نیست، اما یک ابرقدرت جهانی به نام «اتحادیه صلح» جنگی را علیه غرب آغاز کرد و در نهایت، با استفاده از سلاحی آخرالزمانی دشمنان خود را نابود کرد، اما خودش نیز از میان رفت. اتحادیه صلح دیگر وجود ندارد، اما آثار باقی‌مانده از آن در همه‌جا دیده می‌شود.

### دگرگونی
سلاح آخرالزمانی اتحادیه صلح ماهیتی مغناطیسی داشت و باعث اختلالی در هستهٔ زمین شد؛ این اختلال زمین‌لرزه‌هایی عظیم در سراسر جهان به‌وجود آورد که شکل خشکی‌ها و دریاها را تغییر داد. سونامی‌های غول‌پیکر سواحل همهٔ جهان را دربر گرفتند؛ این همان «مدّ شگفت‌انگیز»ی است که عنوان کتاب به آن اشاره دارد. مردم اکنون از آن دوره به‌عنوان «دگرگونی» یاد می‌کنند.

### نظم نوین
گروهی از مردم، شهری باقی‌مانده از اتحادیه صلح را دوباره سکونت داده‌اند و نام آن را «اینداستریا» گذاشته‌اند. آن‌ها خود را «نظم نوین» می‌نامند و می‌کوشند بازماندگان جهان را زیر پرچم خود متحد کرده و شکوه فناورانهٔ تمدن پیشین را بازسازی کنند. البته آن‌ها این کار را لطفی در حق دیگران می‌دانند و انتظار دارند همه یا سپاس‌گزار باشند یا مجازات شوند.

### بندر بلند
بازماندگان غرب به جزیره‌ای پناه آوردند و «بندر بلند» را ساختند، پناهگاهی برای زندگی در صلح. اما زندگی در آن‌جا دشوار است و از بسیاری از امکانات فناورانه بی‌بهره‌اند.

## شخصیت‌ها

### کانن
کانن که زمانی ساکن «اورم» در غرب بود، در آغاز داستان ۱۷ ساله است. «مدّ شگفت‌انگیز» موجب شد تا بالگردی که او با آن از جنگ می‌گریخت، در مسیر رسیدن به پناهگاه جزیره‌ای که بعدها بندر بلند شد، سقوط کند. او تنها بازمانده بود و در جزیره‌ای کوچک، به‌تنهایی آموخت چگونه زنده بماند. به‌دلیل سختی‌هایی که متحمل شد، بسیار نیرومند شده است.

### لانا
لانا دختری کوچک و شبیه پرندگان توصیف می‌شود، و واقعاً دوستانی پرنده، از جمله یک پرستوی دریایی به‌نام «تیکی» دارد. او ارتباطی هم‌دلی با پرندگان دارد و می‌تواند به‌شکلی ابتدایی با آن‌ها ارتباط برقرار کند. لانا دوست کانن است و از زمان فاجعه، دیگر او را ندیده است. مازال خالهٔ او، شَن دایی‌اش، و معلم پدربزرگش است. او از دریا، که سونامی‌ها آن را ترسناک کرده‌اند، به‌شدت می‌ترسد.

### معلم
معلم، پیرمردی لاغر با ریش و موهای سفید انبوه است که کانن را می‌شناسد و پدربزرگ لاناست. او بسیار خردمند است، تا آن‌جا که می‌تواند از راه دور با کانن و دخترش مازال به‌صورت تله‌پاتی ارتباط برقرار کند. نام واقعی‌اش «بریاک روا» است و در خفا زندگی می‌کند، چراکه رهبران نظم نوین به‌دنبال او هستند تا با استفاده از دانشش، فناوری‌های دنیای پیشین را بازسازی کنند.

### مازال و شَن
مازال و شن، خاله و دایی لانا، رهبران بندر بلند هستند. مازال دختر معلم است و گاهی پیام‌هایی ذهنی از پدرش دریافت می‌کند، هرچند همیشه موفق به برقراری ارتباط نمی‌شود. او همچنین خواهر مادر لاناست. شن پزشک و همسر مازال است.

### شهروند دکتر مانسکی
محققی که در تیم اکتشاف نظم نوین فعالیت می‌کند و مسئول نقشه‌برداری از جزایر و یافتن بریاک روا است. دکتر مانسکی کاملاً به آرمان‌های نظم نوین وفادار است. او از غربی‌ها متنفر است، زیرا در جنگ، یک غربی پسرش را کشت؛ بنابراین از کانن نیز بیزار است. با این حال، به‌قدری در آرمان‌هایش راسخ است که می‌خواهد از جوانی و توان بدنی کانن برای پیشبرد اهداف نظم نوین استفاده کند.

### کمیسر دایس
دایس تاجری از سوی نظم نوین است، اما فراتر از آن، یک عامل نفوذی نیز به‌شمار می‌آید. او به بندر بلند آمده تا هر آن‌چه را که می‌تواند به سود نظم نوین باشد، با خود ببرد و از اینکه شَن خواسته‌های خارج از توافق تجاری او را رد می‌کند، خشمگین می‌شود.

### اورلو
نوجوانی یاغی در بندر بلند که تصمیم گرفته از فرمانروایی مازال، شن و معلم سر باز زند و نوجوانان و کودکان بیشتری را به‌سوی خود جلب می‌کند. شورش او بیشتر از روی میل به طغیان است تا هدفی مشخص؛ او حاضر است برای حفظ استقلال خود، غذا بدزدد و حتی با نظم نوین معامله کند.

## داستان
داستان میان تجربه‌های کانن و لانا جابه‌جا می‌شود. یک کشتی از «نظم نوین» جزیره‌ای را پیدا می‌کند که کانن پس از سقوط بالگرد، پنج سال در آن زنده مانده و او را دستگیر کرده و به شهر «اینداستریا» به‌عنوان کارگر می‌برد. در همین حین، لانا و خانواده‌اش در «بندر بلند» باید با دایس مقابله کنند؛ کسی که از مردم خواسته چوب را سریع‌تر از توان ابزارهایشان تأمین کنند و ناامیدانه به‌دنبال اطلاعاتی دربارهٔ محل اختفای بریاک روا است.
«نظم نوین» ظاهراً فقط بدترین ویژگی‌های تمدن پیشین را بازسازی می‌کند: یک مجتمع نظامی-صنعتی بدون فرهنگ یا وجدان. بدون آن‌که به کانن بگویند منظورشان چیست، پیشانی‌اش را با خال‌کوبی علامت‌گذاری می‌کنند که نشان می‌دهد او «شهروند کارآموز» است، یعنی باید برای پرداخت «بدهی‌اش» بابت «نجات» یافتن، کار کند. کانن خشمگین می‌شود، ابزار خال‌کوبی را برمی‌دارد و چند مقام متکبر را نیز علامت‌گذاری می‌کند، اما سرانجام او را مهار می‌کنند و به‌عنوان کارگر به پیرمردی دیوانه به نام «پچ» می‌سپارند. این پیرمرد همان معلم است، که هویت خود را با تظاهر به دیوانگی و فلجی در اینداستریا پنهان کرده، چراکه این آخرین جایی است که نظم نوین ممکن است به‌دنبال او بگردد.
در بندر بلند، لانا و والدینش همچنان باید با دایس و خواسته‌هایش کنار بیایند—او حالا خواستار لاشه‌های هواپیماهای سقوط‌کرده و ریشه‌های ساسافراس است. معلم گفته نباید این هواپیماها یا ریشه‌ها به‌هیچ‌وجه به‌دست نظم نوین بیفتند، چون هنوز به‌اندازهٔ کافی رشد نکرده‌اند تا بتوان آن‌ها را معامله کرد. لانا متوجه می‌شود که باید با اورلو هم مقابله کنند؛ نوجوان یاغی‌ای که گروهی از بچه‌ها و نوجوانان را گرد خود آورده و از جمع اهالی جدا شده‌اند.
معلم، در قالب پچ، با وجود سال‌ها زندگی در اینداستریا هنوز «شهروند کارآموز» است، چون از بودن در کارگاه قایق‌سازی لذت می‌برد. کسی دیگر در شهر بلد نیست قایق بسازد—شهر پیش از دگرگونی حتی ساحلی هم نداشت. اما حالا که کانن آمده، معلم می‌خواهد نقشه‌اش برای رفتن را عملی کند.
در بندر بلند بیماری‌ای شیوع می‌یابد و تنها کسی که دارو دارد دایس است. لانا درمی‌یابد که اورلو نه تنها می‌خواهد بندر بلند را تصاحب کند، بلکه با دایس هم معامله می‌کند. معلم پیش‌بینی می‌کند که زلزلهٔ بزرگی در راه است که نیمی از اینداستریا را در دریا فروخواهد برد. حس انسان‌دوستانه‌اش او را وامی‌دارد تا به شورای شهر حقیقت را بگوید، اما از کانن می‌خواهد قایق آماده‌شده را برداشته و در نقطه‌ای از پیش تعیین‌شده منتظر بماند.
در همین حین، کودکی بر اثر بیماری در بندر بلند می‌میرد و شَن و مازال تصمیم می‌گیرند در ازای دارو هواپیماها را به دایس بدهند، گرچه شن گمان می‌برد که دایس خود بیماری را برای چانه‌زنی پخش کرده باشد.
کانن منتظر معلم می‌ماند، اما چون او نمی‌آید، درمی‌یابد که دچار مشکل شده و بازمی‌گردد تا او را نجات دهد. آن دو با قایق به‌سوی بندر بلند به راه می‌افتند و برای فرار از تعقیب، عمداً وارد طوفان می‌شوند. معلم نزدیک است غرق شود، اما کانن آن‌ها را به جزیره‌ای می‌برد که خود پنج سال در آن زنده مانده بود. با کمک معلم، قایق را برای سفر به بندر بلند بازسازی می‌کنند—اما باید شتاب کنند، چون با زلزله، سونامی نیز در راه است. با شگفتی درمی‌یابند که دکتر مانسکی هم در همان جزیره به گل نشسته، چون کشتی تحقیقاتی‌اش برای یافتن بریاک روا فرستاده شده بود و در همان طوفان غرق شده. آن‌ها نمی‌توانند او را با سونامی در جزیره رها کنند، و او نیز ناچار می‌شود همراهی کند، گرچه هنوز نمی‌پذیرد که معلم همان بریاک رواست یا پدیده‌هایی مانند تله‌پاتی یا حتی خدا وجود دارند.
لانا ناامید است چون دایس مردم بیشتری را وسوسه می‌کند تا به کشتی تجاری‌اش بیایند و کالاهایی ببینند که نیازی به آن‌ها ندارند، اما گمان می‌برند باید آن‌ها را بخواهند. او آرزو دارد خودش کشتی را ببیند تا بهتر بتواند تصمیم بگیرد، اما از ترس این‌که مبادا تأیید دایس تلقی شود، جرئت نمی‌کند. بنابراین، از ترفندی که پیش‌تر هم به‌کار برده بود استفاده می‌کند: پرستوی دریایی‌اش «تیکی» را می‌فرستد تا بر فراز کشتی پرواز کند و سعی می‌کند از طریق ذهن او ببیند. اما موفق نمی‌شود. در عوض، به بلندترین نقطهٔ جزیره می‌رود و به تیکی می‌گوید کانن را بیابد و سالم به بندر بلند بیاورد.
معلم به دکتر مانسکی می‌گوید که دایس با دادن داروهایی برای درمان بیماری مرگبار بندر بلند، هواپیماها و سلول‌های انرژی آن‌ها را به‌دست آورده، و شاید خودش باعث شیوع بیماری شده باشد. مانسکی گمان می‌برد دروغ می‌گوید، چون به منابعش اعتماد ندارد و چون دشمن نظم نوین است. اما کم‌کم باور می‌کند که او همان بریاک رواست. تیکی به قایق آن‌ها می‌رسد، اما مه همه‌جا را پوشانده و آن‌ها نمی‌توانند مسیر پروازش را ببینند تا دنبالش کنند.
لانا و والدینش درمی‌یابند که اورلو و دایس قصد دارند خانه‌شان را تصرف کنند، شن و مازال را بیرون بیندازند، و لانا را نگه دارند—احتمالاً برای لذت شخصی اورلو. آن‌ها تصمیم می‌گیرند که این اتفاق بدون جنگ نخواهد افتاد و خود را مسلح می‌کنند. معلم به مازال دربارهٔ سونامی هشدار داده و او نیز به دایس گفته که کشتی‌اش را به دریا ببرد، اما دایس باور نمی‌کند. لانا برای بار دیگر تلاش می‌کند از طریق ذهن با تیکی ارتباط برقرار کند تا کانن و معلم را هدایت کند—و این بار موفق می‌شود.
کانن، معلم و دکتر مانسکی درست در اوج بحران به بندر بلند می‌رسند. جناح اورلو و دایس فوراً برای دستگیری آن‌ها اقدام می‌کنند، اما کانن مقاومت می‌کند و هشدار می‌دهد که سونامی در راه است. دایس و اورلو هیچ‌کدام هشدار او یا مانسکی را باور نمی‌کنند. اورلو، لانا را اسیر می‌کند اما زمانی‌که کانن مستقیم او را به چالش می‌کشد، رهایش می‌کند و کانن به‌راحتی او را شکست می‌دهد و پیروانش را تحت‌تأثیر قرار می‌دهد. کانن از موقعیت استفاده می‌کند و همه را به‌سوی ارتفاعات می‌برد و خودش، اورلو را که نیمه‌بیهوش است، حمل می‌کند، در حالی‌که آب‌های سونامی در حال نزدیک شدن‌اند. داستان به‌گونه‌ای ناگهانی پایان می‌یابد، با این امید که همه با همکاری، نجات خواهند یافت.

## تأثیر بر هایائو میازاکی
در سال ۱۹۷۸، هایائو میازاکی مجموعه‌ای ۲۶ قسمتی با نام پسر آینده: کانن کارگردانی کرد که بر اساس رمان مدّ شگفت‌انگیز ساخته شده بود. مضامینی مانند زندگی هماهنگ با طبیعت در برابر سلطهٔ فناورانه بر آن، و شرورانی که می‌خواهند فناوری‌ای را که نزدیک بود دنیا را نابود کند بازسازی کنند، بعدها به‌شکلی پررنگ در نخستین فیلم بلند میازاکی یعنی نائوسیکا از دره باد (۱۹۸۴) و همچنین در نسخهٔ مانگای ۱۹۸۲ تا ۱۹۹۴ آن تکرار شدند. ایدهٔ جهانِ پوشیده از آب نیز به پردهٔ سوم فیلم پونیو راه یافت. برداشت میازاکی از شخصیت لانا به الگویی برای شخصیت «شیتا» در فیلم قلعه‌ای در آسمان بدل شد.

## دسترس‌پذیری
هرچند نسخهٔ چاپی این کتاب مدت‌ها نایاب بود، اما در سال ۲۰۱۴ از سوی Open Road Integrated Media به‌صورت دیجیتال دوباره منتشر شد.